# Freitag der 13. – Todesfalle Manhattan
Freitag der 13. – Todesfalle Manhattan (Originaltitel: Friday the 13th Part VIII: Jason Takes Manhattan) ist ein US-amerikanischer Horrorfilm aus dem Jahr 1989 von Rob Hedden. Der Film ist der achte Teil der Freitag-der-13.-Serie.

## Handlung
Auch der Anfang dieses Films weicht nicht von dem der vorherigen Filme ab: Jason ist tot und wird durch eine Unachtsamkeit wiederbelebt. Dieses Mal ist es der Anker eines Schiffes, der das Wunder mittels eines Stromkabels auf dem Grund des Sees vollbringt. Jason tötet die zwei Jugendlichen, die ihn aus seinem feuchten Grab befreit haben.
Am nächsten Morgen findet er ein größeres Gefährt, dieses Mal ein Ausflugsschiff („Lazarus“). Das Ziel dieses Todesschiffes ist Manhattan. An Bord des Schiffes befindet sich eine komplette Schulklasse mit Lehrkräften. Sofort beginnt Jason mit der Dezimierung der Passagiere, bis die Nichte des Lehrers, Rennie, bemerkt, dass etwas Seltsames auf dem Schiff geschieht. Sie wird von merkwürdigen Erscheinungen geplagt.
Sie will das Schiff sofort verlassen und sucht mit ihrem Freund Sean den Kapitän, seinen Vater, auf. Als sie sehen, dass dieser tot ist, schlagen sie sofort Alarm. Die übrigen Jugendlichen suchen, mit verschiedenen Gegenständen bewaffnet, das Schiff nach dem Mörder ab. Doch gegen Jason können auch sie nichts ausrichten, und so werden sie alle bestialisch von ihm umgebracht. Die letzten Lebenden auf dem Schiff, Rennie, ihr Onkel, ihr Hund, Sean, Julian und Miss Van Deusen, können mit einem Rettungsboot die „Lazarus“ verlassen.
Als sie Tage später in Manhattan ankommen und in der Nacht Hilfe suchen, ist ihnen Jason gefolgt und bereits auf den Fersen. Einer nach dem anderen wird getötet und so müssen sich Rennie und Sean in Sicherheit bringen. Sie fliehen in die Kanalisation. Dort treffen sie einen Kanalarbeiter, von dem sie erfahren, dass um genau 12 Uhr nachts die Kanalisation mit Säure geflutet wird. Jason bringt diesen Arbeiter um. Als er Rennie verfolgt, schüttet sie ihm Säure ins Gesicht. Sie rennt zurück zum verletzten Sean und klettert mit ihm die Leiter herauf, um Jason zu entkommen. Dieser will sie aufhalten, wird jedoch von der ätzenden Säure mitgerissen. Am Ende sieht man noch Jasons Maske auf der Säure schwimmen und ein Junge (Jason) liegt in dieser.

## Synchronisation
| Rolle              | Darsteller           | Synchronsprecher    |
| ------------------ | -------------------- | ------------------- |
| Rennie Wickham     | Jensen Daggett       | Marion von Stengel  |
| Sean Robertson     | Scott Reeves         | Boris Tessmann      |
| Colleen Van Deusen | Barbara Bingham      | Antje Roosch        |
| Charles McCulloch  | Peter Mark Richman   | Horst Stark         |
| Wayne Webber       | Martin Cummins       | Jens Wawrczeck      |
| Julius Gaw         | Vincent Craig Dupree | Sascha Draeger      |
| J.J. Jarrett       | Saffron Henderson    | Claudia Schermutzki |
| Eva Watanabe       | Kelly Hu             | Marion Elskis       |
| Tamara Mason       | Sharlene Martin      | Gabriele Libbach    |
| Admiral Robertson  | Warren Munson        | Lothar Grützner     |
| Jim Miller         | Todd Shaffer         | Christian Stark     |
| Suzi Donaldson     | Tiffany Paulsen      | Sabine Falkenberg   |

## Kritiken
Der Film wurde deutlich schlechter bewertet als die Vorgänger. Dies zeigt sich sowohl auf Rotten Tomatoes, wo lediglich 12 % der Wertungen professioneller Kritiker und noch 27 % des Publikums positiv ausfielen, als auch in der Internet Movie Database, wo die Nutzer ihm eine Bewertung von durchschnittlichen 4,6 von 10 möglichen Punkten bescheinigten.
Das Lexikon des internationalen Films schrieb, der Film erfülle „mit den üblichen blutigen Mitteln die fragwürdigen Unterhaltungswünsche“ der Fans.

## Trivia
- In der Szene, in der Julius auf Jason einschlägt, hat der Darsteller von Julius (Vincent Craig Dupree) den Darsteller von Jason (Kane Hodder) wirklich mit all seiner Kraft geschlagen.
- Bei der Verfolgungsjagd in der U-Bahn sieht man ein Poster mit einem Mann, worauf steht „My little girl needs blood.“ Darunter links ist auch „Jason lives.“ zu lesen.
- Der Mann, den Jason im New Yorker Restaurant in den Spiegel wirft, ist Ken Kirzinger, der Jason-Darsteller aus Freddy vs. Jason.
- Das Budget des Filmes betrug ca. fünf Millionen US-Dollar. Er spielte in den USA 14 Millionen US-Dollar ein;[4] nur Jason X spielte weniger ein. Das weltweite Einspielergebnis, inklusive Verleih und Video/DVD, beträgt ca. 30 Millionen US-Dollar.
- Beim achten Teil mussten ebenfalls Schnitte durchgeführt werden. Acht Szenen waren davon betroffen. Darüber hinaus wurden alle Filmmorde in drei unterschiedlichen Härtestufen gedreht. Zumeist wurde die erste Stufe, somit die harmloseste, verwendet.
- In Deutschland musste Freitag der 13. Teil VIII um weitere sieben Szenen geschnitten werden. Die Gesamtschnittdauer beträgt 81 Sekunden. Die italienische DVD erhielt eine per tutti-Freigabe. Dies kommt der deutschen ohne Altersbeschränkung-Freigabe gleich.
- Am Freitag, den 13. Juni 2008 und am 13. Februar 2009 sendete der Sender „Das Vierte“ zum ersten Mal Todesfalle Manhattan in der gekürzten deutschen Version.
- Der Film wurde im September 2009 von der BPjM von der Liste der jugendgefährdenden Medien gestrichen und im Oktober 2009 in der ungekürzten Fassung von der FSK nach Neuprüfung wie zuvor schon der zweite Teil ab 16 Jahren freigegeben.[6]